# Елвін Джентрі
Елвін Гарріс Джентрі (англ. Alvin Harris Gentry; нар. 5 листопада 1954) — американський професійний тренер з баскетболу. Колишній баскетболіст коледжу, Джентрі очолював п'ять різних команд НБА. Він був тимчасовим головним тренером «Маямі Хіт» наприкінці сезону 1994–95, а пізніше тренував «Детройт Пістонс», «Лос-Анджелес Кліпперс», «Фінікс Санз» і «Нью-Орлеан Пеліканс».

## Життєпис
Джентрі народився в Шелбі, штат Північна Кароліна, де він виріс і відвідував середню школу Шелбі. Його двоюрідний брат - колишня зірка «НК Стейт Волфпак» і НБА Девід Томпсон.
Джентрі грав у баскетбол у коледжі в Університеті штату Аппалачі, де він був розігрываючим під керівництвом Преса Маравіча та Боббі Кремінса. У 1978 році він провів один рік як асистент в університеті Колорадо. Після одного року роботи в приватному бізнесі він повернувся на лавку, коли отримав свою першу штатну роботу помічника тренера в університеті Бейлора під керівництвом Джима Галлера в 1980 році. Після одного року роботи в Бейлорі Джентрі повернувся до Університету Колорадо як асистент. тренер з 1981-1986 років під керівництвом Тома Апке. У 1986-1989 роках Джентрі працював асистентом в Університеті Канзасу під керівництвом Ларрі Брауна, де вони виграли національний чемпіонат НКAA 1988 року.
6 жовтня 2020 року Джентрі був призначений асоційованим головним тренером «Сакраменто Кінгз». 21 листопада 2021 року Джентрі був призначений тимчасовим головним тренером «Кінгз» після звільнення Люка Уолтона.
Джентрі був одружений двічі, і є батьком двох синів і однієї дочки.